# Dactylorhiza sudetica
Dactylorhiza sudetica är en orkidéart som först beskrevs av Josef Poech och Heinrich Gustav Reichenbach, och fick sitt nu gällande namn av Leonid Vladimirovitj Averjanov. Dactylorhiza sudetica ingår i Handnyckelsläktet som ingår i familjen orkidéer. Inga underarter finns listade i Catalogue of Life.